# Jordi Alcover García-Tornel
Jordi Alcover García-Tornel (Barcelona, 1946) fou un jugador, àrbitre i directiu d'hoquei.
Com a jugador es va iniciar en el club universitari Yuri, que anys després es va fusionar amb el Can Salvi, el qual presidí entre 1974 i 1978. Fou també secretari general (1976-84), vicepresident (1985-92) i president (1993-2001) de la Federació Catalana de Hockey. Per altra banda, fou membre del Comitè d'Entrenadors de la Federació Internacional (1980-94), membre del Consell Directiu de la Federació Espanyola (1988-92). Forma part del Consell Executiu de la Federació europea des del 1987 i del Comitè de Regles de la Federació Internacional des del 2002. Assumí el càrrec de director de competicions als Jocs Panamericans de Caracas (1983), a la Copa d'Europa de Moscou (1987), a la de Pàdua (1999) i al Trofeu BMW Amstelveen (1990). Intervingué com a oficial de competicions als Jocs Olímpics de Los Angeles (1984), a la Copa d'Europa de París (1991) i a la Copa d'Europa de Dublín (1995), entre d'altres. Ha estat secretari de la Unió de Federacions Esportives de Catalunya i vicepresident de la Federació Europea de Hockey.